# Джентиле, Одорико Оттавио
Оттавио Джентиле Одерико (итал. Ottavio Gentile Oderico; Генуя, 1499 — Генуя, 1575) — дож Генуэзской республики.

## Биография

### Ранние годы
Сын Николо Одерико, родился в Генуе в 1499 году. Его отец, много лет прослуживший на различных должностях в республике, имел связи с дворами Испании и Франции, а также с представителями благородных семей Генуи. Скорее всего, именно связи отца проложили дорогу Оттавио сначала к посту прокурора, а затем и дожа.
Одерико породнились с родом Джентиле после реформы, проведенной адмиралом Андреа Дориа в 1528 году.
Оттавио относился к так называемой «новой знати» Генуи, в отличие от предыдущего дожа Джованни Баттисты Леркари, представителя «старой знати», и был избран дожем 11 октября 1565 года, 65-м в истории Генуи. Эту должность он занимал до 11 октября 1567 года.

### Правление
В некотором смысле решение Совета избрать «политически неопытного» Джентиле, который, согласно историческим источникам, был врачом, никогда не интересовался генуэзской политикой и не занимал ведущих должностей, было спорным. Согласно другим предположениям, его избрание — 193 из 300 голосов — было результатом компромисса между «новой знатью» во главе с Джованни Андреа Дориа, наследником великого адмирала Дориа и «старой знатью»: Джентиле воспринимался как безвредный, аполитичный и податливый кандидат. Подобным образом в 1547 году дожем был избран Бенедетто Джентиле, удобный для Андреа Дориа кандидат, не мешавший ему покончить с лидерами «заговора Фиески».
Дожу вскоре пришлось предстать перед «судом пяти» (Синдикатории — органа, оценивавшего эффективность работы дожа) по поводу назначения бывшего дожа Джованни Баттиста Леркари пожизненным прокурором: судьи заблокировали это решение, и дожу пришлось с этим смириться. Сын Леркари Джованни Стефано нанял убийцу, чтобы отомстить за унижение отца, но убийца по ошибке убил не обидчика — бывшего дожа Луку Спинолу, а его попутчика, также бывшего дожа Аугустино Пинелло Ардименти. После казни Джованни Стефано дож Джентиле попытался смягчить ситуацию, разрешив его отцу навестить сына в тюрьме и постановив привести в исполнение казнь не на площади перед дворцом, как это было заведено, а в башне Гримальдина, без посторонних глаз.
Другим важным событием правления Джентиле было урегулирование на Корсике после восстания Сампьеро Корсо. На остров был отправлен комиссар Франческо де Форнари для заключения с сыном Сампьеро, Альфонсо де Орнано, мирного соглашения, которое было официально оформлено в 1569 году Джорджо Дориа.
Избрание на папский престол Пия V в Генуе было воспринято благоприятно. Генуэзская дипломатия стала укреплять связи со Святым Престолом, а заодно и с Венецианской республикой. 
Джентиле также занимался исследованием проекта Гаспара Вассори по расширению порта Генуи. Вассори, раскритиковав проект более известного Галеаццо Алесси, предложил отстроить новый порт с нуля, взяв за основу старые доки. Тем не менее, проект был заморожен, несмотря на все усилия Джентиле по его реализации.

### Последние годы
После того, как мандат Джентиле истёк 11 октября 1567 года, он был назначен пожизненным прокурором, однако других государственных должностей не принимал вплоть до своей смерти, отдавая предпочтение медицинской практике и философии.
Он умер в Генуе в 1575 году и был похоронен в ныне не существующей церкви Сан-Доменико.

### Личная жизнь
У Джентиле был один сын, Николо, который стал дипломатом и женился 9 июля 1566 года — во время правления отца — на Виргинии Джустиниани Монелье. С рождением единственной дочери Николо прямая ветвь семьи Джентиле Одерико пресеклась.